# 老铁山灯塔
38°43′38″N 121°08′05″E / 38.72714°N 121.13486°E
老铁山灯塔，位于中华人民共和国辽宁省大连市旅顺口区老铁山国家自然保护区的老铁山西南角，为全国重点文物保护单位。该塔原为清政府为旅顺口军港修建的配套建筑，但自建成后先后为日本、俄罗斯帝国、苏联等国多次占据，至1955年为中华人民共和国政府接收。该塔最大射程25海里，安装有船舶自动识别系统等设施。1998年被评为世界历史文物灯塔。

## 历史
1880年，为了保证北洋海军的航行安全，清政府在旅顺口军港周边修建了一大批的炮台和附属设施，其中包括一座灯塔。这座灯塔由英国人负责勘测，最终选址在老铁山西南角，故名为老铁山灯塔，由巴黎 Barbier, Benard, et Turenne 公司建造，與香港的橫瀾燈塔為姊妹燈塔。1893年，该灯塔正式投入使用，管理方为清政府海关。初建时使用油灯为过往船只照明，转动部分用水银浮槽式旋转镜机，镜机上安装有八面牛眼式透镜。甲午战争期间，该灯塔一度被日军接管。1895年11月，该灯塔交还清政府。1898年，灯塔被俄罗斯帝国占据。日俄战争之后，该灯塔再度被日军接管。抗日战争胜利后，该灯塔被苏军接管，并于1955年转交给中华人民共和国，由中国人民解放军海军负责管理。此后该灯塔改为电灯照明，转动部分改为电机，并增设了无线电指向标塔。1977年增设了差分全球卫星导航高精度定位设施。1998年，巴黎国际航标协会会议将老铁山灯塔列为世界历史文物灯塔。2002年，该灯塔安装了船舶交通管理系统。2003年，老铁山灯塔被列为辽宁省文物保护单位:97。2004年，该灯塔安装了船舶自动识别系统。2013年，老铁山灯塔被列为全国重点文物保护单位。

## 结构

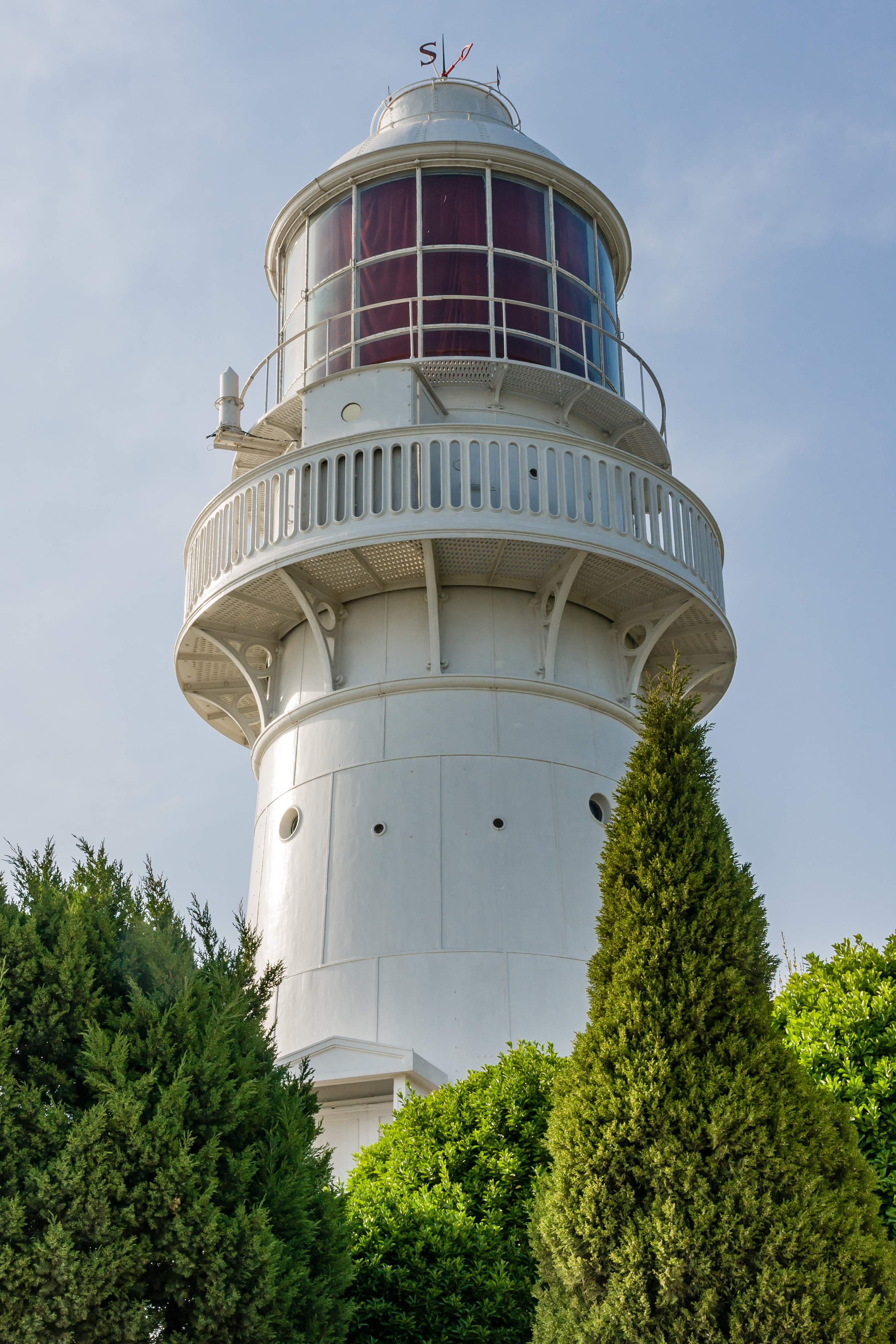
老铁山灯塔近景

老铁山灯塔位于辽宁省大连市旅顺口区老铁山国家自然保护区内的海边岬角坡地上，被誉为“中国第一灯塔”。该灯塔三面环海，海拔86.7米，位置北纬38°43′37″4，东经121°08′02″6。塔高14.2米，外径6米，材质为水泥和石料。转动部分用电机，照明光源为电灯，光程最大可达25海里。:96-97